# Sonderend River
Der Sonderend River (afrikaans Sonderend Rivier) ist ein etwa 170 Kilometer langes südafrikanisches Gewässer in der Provinz Western Cape. Er mündet in den Breede River.

## Geografie
Aufgrund seines Einzugsgebietes mit hohen Niederschlagsraten ist er der ergiebigste Nebenfluss des Breede River. Die Quelläste des Sonderend River liegen in der südlichen Regionen des Kapfaltengebirges bei Franschhoek, Jonkershoek und Wemmershoek. Noch im Oberlauf speist er einen der wichtigsten Trinkwasserreservoirs für die Metropolregion Kapstadt, den Theewaterskloof-Stausee. Weitere kurze Wasserläufe kommen aus den Riversonderend-Bergen und münden bei Greyton und Genadendal in den Sonderend River.
Obwohl der Sonderend River im Jahreslauf zuverlässig größere Durchflussmengen aufweist, waren die älteren Bewässerungsgebiete in seiner semiariden Talniederung klein und nur zwei in der Anzahl. Es sind die landwirtschaftlichen Gebiete um Greyton und Stormsvley.

## Hydrometrie
Die Abflussmenge des Sonderend River wurde am Pegel Reenen über die Jahre 1964 bis 2020 in m³/s gemessen.

## Stauanlagen
- Theewaterskloof Dam